# Petroica traversi
Petroica traversi là một loài chim trong họ Petroicidae.
Đây là một loài chim nguy cấp ở quần đảo Chatham ngoài bờ biển phía đông của New Zealand. Loài này có liên quan chặt chẽ với loài robin đảo Nam (P. australis). Loài này lần đầu tiên được mô tả bởi Walter Buller năm 1872. Không giống như các đối tác đại lục, khả năng bay của nó sẽ giảm đi. Sự tiến hoá khi không có động vật ăn thịt làm cho chúng dễ bị tổn thương khi đưa chúng vào các loài như mèo và chuột, và loài này đã tuyệt chủng trên hòn đảo chính của nhóm Chatham trước năm 1871, sau đó bị giới hạn ở đảo Little Mangere.